# 宣炳烈
宣 炳烈（ソン・ビョンニョル、朝鮮語: 선병렬、1958年4月3日 - ）は、大韓民国の民主化運動家、実業家、政治家。5・18民主化運動有功者、第17代韓国国会議員。本貫は宝城宣氏。

## 経歴
忠清南道論山郡（現・論山市）出身。西大田高等学校、忠南大学校社会学科を経て、高麗大学校政策科学研究院修了。忠南大学院自由化推進委員会委員長、大田・忠清地域民主化運動同志会長、忠南民主青年連合中央委員、京畿書籍代表、大田環境運動連合常任執行委員、統一時代民主主義国民会議常任理事、6・27地方選挙民主党選挙対策本部副委員長・スポークスマン、新政治国民会議創党発起人・青年特別委員会副委員長、社団法人国民政治研究会常任理事、新千年民主党盧武鉉大統領候補組織補佐役、社団法人民族和合運動連合共同議長、大田未来発展研究所所長、大統領政策室新行政首都企画団諮問委員、開かれたウリ党大田支部創党準備委員会共同委員長、第17代国会産業支援委員会委員・倫理特別委員会委員・運営委員会委員・法制司法委員会委員・情報委員会委員、開かれたウリ党院内副代表・事務副総長、大統合民主新党院内副代表、統合民主党教育研修院院長などを務めた。